# Tommy-Weisbecker-Haus

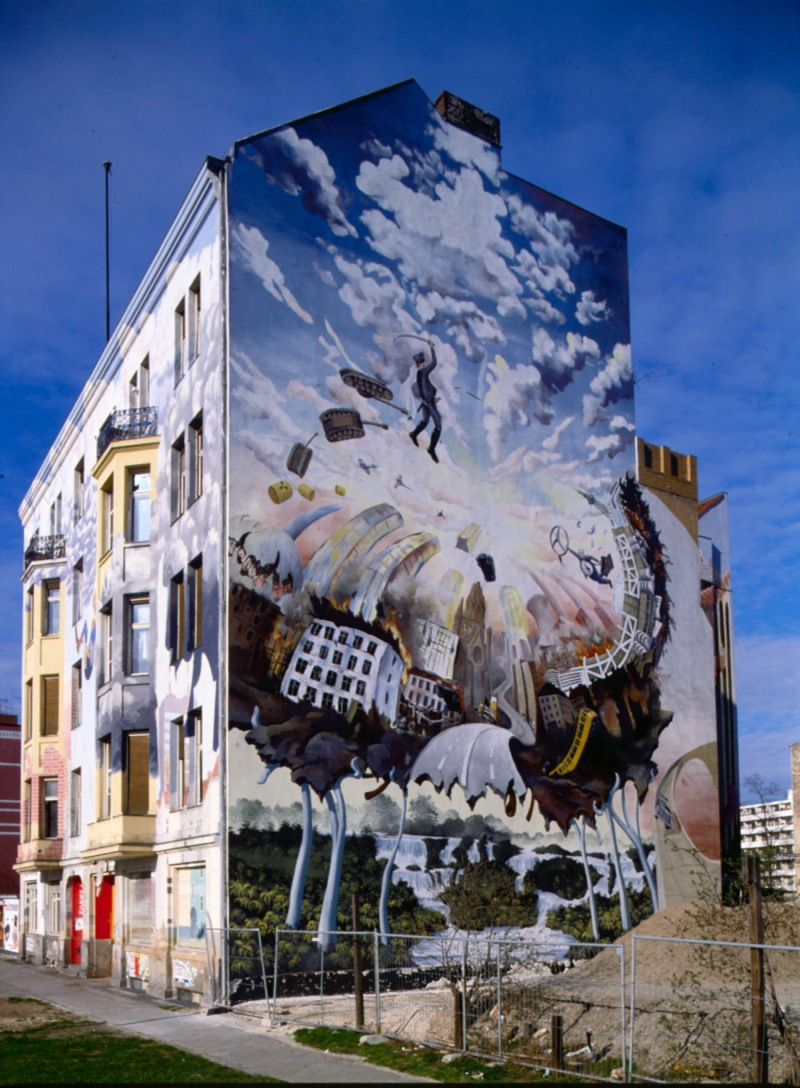
Tommy-Weisbecker-Haus in Berlin-Kreuzberg

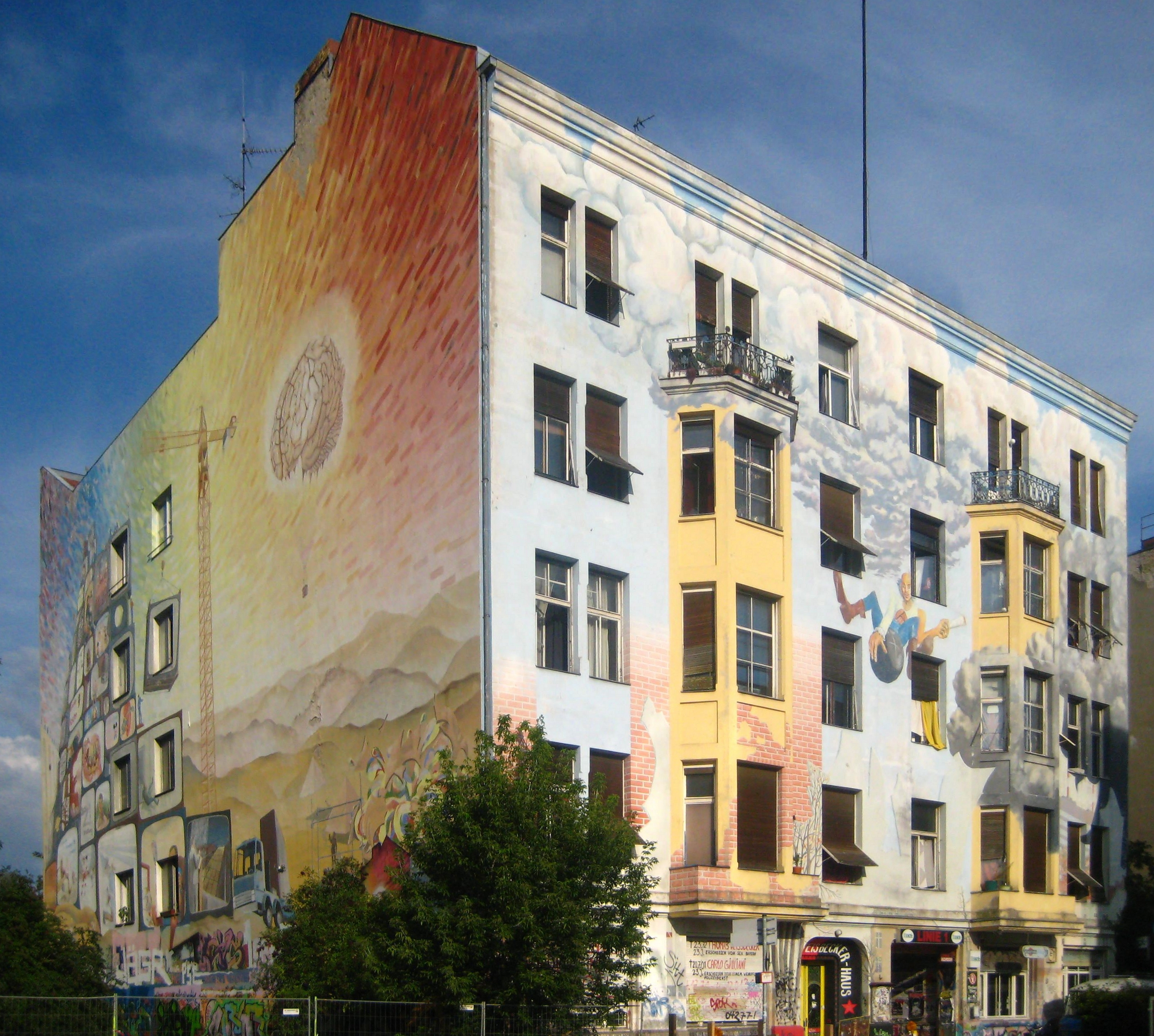
Tommy-Weisbecker-Haus

Das Tommy-Weisbecker-Haus (TWH) ist seit März 1973 ein selbstverwaltetes Wohnkollektiv im Berliner Ortsteil Kreuzberg. Es ermöglicht selbstorganisiertes Leben und Wohnen für Jugendliche und junge Erwachsene mit Notschlafstellen für Obdachlose, Primärversorgung und Beratung in Problemlagen und Ämterangelegenheiten. Das Tommy-Weisbecker-Haus bietet auch die Möglichkeit eines festen Einzugs für Obdachlose. Der freie Träger ist der gemeinnützige Verein Sozialpädagogische Sondermaßnahmen Berlin (SSB e. V.). Benannt ist es nach Thomas Weisbecker, einem Terroristen der Bewegung 2. Juni. Im Haus gibt es des Weiteren seit 1990 das „Café Linie 1“ und einen Veranstaltungsraum in dem häufig Konzerte veranstaltet werden.

## Geschichte
Im Februar 1973 wurde das Jugendzentrum Drugstore in Berlin besetzt, mit der Forderung nach dem leerstehenden Haus in der Wilhelmstraße 9, das bis 1945 zum Reichsamt für Landesaufnahme gehört hatte. Ein Jahr nach dem Tod Weisbeckers, der im Zuge einer polizeilichen Fahndungsmaßnahme erschossen wurde, kam ein Nutzungsvertrag zustande.
Um den Jahreswechsel 1974/75 kam es zum Konflikt mit der Berliner Senatsverwaltung um die Heimaufsicht im TWH. Es wurde eine Sozialarbeiterstelle gefördert. Noch während des Konfliktes kam es am 5. März 1975 zu größeren Zerstörungen im TWH durch eine Polizeirazzia, die auf der Suche nach dem von der Terrororganisation Bewegung 2. Juni entführten Berliner CDU-Abgeordneten Peter Lorenz war. Diese Razzia war Teil der größten Polizeiaktion in West-Berlin nach dem Zweiten Weltkrieg mit Durchsuchung von 80 linken Projekten.
Der Senat zahlte Mitte 1976 als Ersatz für die Zerstörungen durch die Polizei 10.000 Mark. 1980 wurde ein Finanzierungsantrag für die Renovierung des TWH gestellt, der 1982 im Rahmen der Selbsthilfe und der Internationalen Bauausstellung vom Berliner Senat bewilligt wurde.
Mit Fertigstellung des Fassadenbildes wurde 1989 die letzte Baumaßnahme am TWH abgeschlossen. Federführend für die Umsetzung der Wandbilder war der Künstler und ehemalige Sozialarbeiter Andreas Dornbusch. Die Bauarbeiten liefen in Selbsthilfe.
Im Jahr 1990 erfolgte die Eröffnung des Cafés Linie 1. Durch die Fertigstellung des Veranstaltungsraumes „Schicksaal“ sind größere Konzerte möglich. Unter anderem spielten hier Rage Against the Machine (1996), The Trial (1997), Queens of the Stone Age, No Respect (2006), Moskovskaya (Januar 2007) und im Frühjahr 2007 Chumbawamba.
Durch die zentrale Lage zwischen Willy-Brandt-Haus und der Bannmeile um das Regierungsviertel wurde das TWH Anfang der 1990er Jahre von Berliner Politikern als Sicherheitsrisiko eingestuft.
Aus den „Hanftagen“ im TWH entstand 1994 das Hanfmuseum.
Im Mai 1997 wurde die Ausstellung „Verbrechen der Wehrmacht in Jugoslawien 1941–1944“ gezeigt.
Der Berliner Senat stellte 2007 die Förderung der Arbeitsstellen einer Sozialarbeiterin, einer halben Verwaltungsstelle und einer teilfinanzierten Hausmeisterstelle wegen Sparzwängen ein.